# 井上勲 (藻類学者)
井上 勲（いのうえ いさお、1950年2月7日 - ）は、日本の藻類学者。筑波大学名誉教授。専門は藻類学、および植物系統分類学。ハプト藻などの微細藻類を中心とし、広く真核生物の多様性を扱う。

## 略歴
沖縄県石垣島出身。東京教育大学理学部卒、筑波大学大学院生物科学研究科修了、1979年（理学博士）。論文の題は「Taxonomic studies on the Prymnesiophyceae (Haptophyceae) from Japanese coastal waters (日本沿岸性ハプト藻類の分類学的研究)」。 同大学生物科学系技官や南アフリカ共和国ナタール大学（University of KwaZulu-Natal）奨励研究員、国立公害研究所（現国立環境研究所）客員研究員などを経て1983年より筑波大学生物科学系講師、1990年同助教授、1996年より教授。兼任として同大学大学院生命環境科学研究科長、並びに学長特別補佐、日本藻類学会評議員など。2015年3月、筑波大学を定年退職。同年4月より筑波大学名誉教授。

## 主要著書

### 単著
- 井上勲『藻類の多様性 -新たな生物の世界が見えてきた-』国立科学博物館、2000年。
- 井上勲『藻類30億年の自然史 -藻類からみる生物進化-』東海大学出版会、2006年。ISBN 978-4486016441。
- 井上勲『藻類30億年の自然史・第2版 -藻類からみる生物進化・地球・環境-』東海大学出版会、2007年。ISBN 978-4486017776。

### 共著・共編著
- 猪木正三 編『原生動物図鑑』講談社、1981年、838頁。ISBN 978-4-06-139404-9。
- 堀輝三 編『藻類の生活史集成（第1-3巻）』内田老鶴圃、1994年。
- Green JC, Leadbeater BSC, ed (1994). The Haptophyte Algae. Oxford Univ Pr. pp. 464. ISBN 978-0198577720
- 千原光雄 編『バイオディバーシティ・シリーズ（3）藻類の多様性と系統』裳華房、1999年。ISBN 978-4785358266。
- Thierstein HR, Young JR, ed (2004). Coccolithophores: From Molecular Processes To Global Impact. Springer. pp. 565. ISBN 978-3540219286
- 道慎二・奥田徹・井上勲・後藤俊幸ほか 編『微生物の世界 The World of Microorganisms』筑波出版会、2006年。ISBN 4-924753-56-4 C3645。

## 主な受賞歴
- 2002年 日本藻類学会論文賞
- 2005年 The Luigi Provasoli Award (The Phycological Society of America)
- 2007年 日本植物学会賞特別賞（教育）
- 2015年 南方熊楠賞[6]
- 2016年 みどりの学術賞[7]